# Слово (газета, 1903—1909)
«Слово» — российская ежедневная общественно-политическая, экономическая и литературная газета, выходившая c перерывами с 1 (14) января 1903 года до 5 (18) июля 1909 года в Санкт-Петербурге. В 1905—1906 годах — фактический центральный печатный орган «Союза 17 октября».

## Характеристики издания
Предшественником «Слова» является еженедельная политическая и литературная газета «Отголоски», выпускавшаяся в 1896—1902 годах (всего вышло 359 номеров).
«Слово» издавалось И. В. Скворцовым и Н. П. Дучинским (1903), Н. Н. Перцовым (1904—1906), М. М. Фёдоровым (1906). Редактировалось Скворцовым и Дучинским (1903), П. В. Быковым (1903—1906), Перцовым (1903, 1906), Фёдоровым (1906—1909), И. Лазаревским (1908), С. А. Адриановым (1909).
Высота издания варьировалась от 43 до 61 см, объём — от 4 до 12 страниц. С 1 (14) декабря 1904 года и в 1905 году первые четыре страницы каждого номера составляли дешёвый вариант газеты, который рассылался без приложений исключительно провинциальным подписчикам.
За время существования «Слова» его выпуск приостанавливался три раза: с 6 (19) апреля по 30 мая (12 июня) и с конца июля (начала августа) по 30 ноября (13 декабря) 1904 года, а также с 3 (16) июля по 18 ноября (1 декабря) 1906 года.

## Политическая позиция
Первоначально газета выражала интересы правых земцев. С конца 1905 года до конца 1906 года была фактическим центральным органом партии октябристов, а также стремилась стать идейным выразителем и объединителем различных политических течений умеренно-либеральной направленности. Публиковала программные документы, воззвания к избирателям, а также списки кандидатов умеренно-либеральных партий «блока».
9 (22) ноября 1905 года обнародовала первый вариант политической программы октябристов. В декабре того же года в конторе газеты разместилось отделение канцелярии Центрального комитета (ЦК) «Союза 17 октября», в котором в ряды партии принимались новые члены.
В передовой статье № 1 за 1906 год «Слово» обозначило себя как орган «конституционного центра», ратующего за «власть сильную и авторитетную» и действующего «на строго конституционной почве».
После очередного (третьего по счёту) временного закрытия выпуск газеты возобновился 19 ноября (2 декабря) 1906 года в качестве печатного органа близкой к октябристам конституционно-монархической Партии мирного обновления.
После ухода из состава редакции члена Санкт-Петербургского ЦК «Союза 17 октября» Николая Перцова и появления газеты «Голос Москвы» издание окончательно утратило статус центрального органа партии октябристов.
В последнем номере (№ 847 за 5 (18) июля 1909 года) редакция пояснила читателям, что газета закрывается из-за отсутствия «широкой поддержки» в обществе и преждевременности возникновения периодических изданий вроде «Слова», лозунги которого не соответствовали духу времени.

## Авторы
С газетой сотрудничали Константин Арсеньев, Сергей Булгаков, Николай Бердяев, Павел Виноградов, Иван Ефремов, Максим Ковалевский, Владимир Кузьмин-Караваев, Николай Львов, Василий Маклаков, Дмитрий Протопопов, Пётр Струве, Тан (Владимир Богораз), князь Евгений Трубецкой и другие.